# José Humberto Baena Alonso
José Humberto Baena Alonso (Vigo, 1950 – Hoyo de Manzanares, 27 settembre 1975) è stato un attivista spagnolo.

## Biografia
Dopo aver preso il diploma, Baena si iscrisse alla facoltà di lettere e filosofia all'Università di Santiago de Compostella, ma dovette abbandonare gli studi ben presto perché fu arrestato e processato per aver partecipato ad alcune manifestazioni politiche a Santiago nel 1970. Nel 1972 fu assolto dalle accuse e iniziò a cercare un impiego prontamente negato perché non riusciva ad ottenere il "certificato di buona condotta" dalla polizia, necessario per poter lavorare. Inoltre non poteva avere né il passaporto né la patente di guida.
Durante il servizio militare, fatto a Madrid, si avvicinò ai comunisti spagnoli, ma fu costantemente vigilato dai servizi segreti. Dopo il servizio militare tornò a Vigo. Nel marzo fu protagonista di un lancio di bombe molotov contro una banca come protesta per l'esecuzione di Salvador Puig Antich. Nel maggio 1975 ci fu una manifestazione, alla quale Baena non partecipò, dove incidentalmente morì un impiegato marginalmente interessato all'evento. Baena, insieme ad altri attivisti, portò una corona di fiori e un necrologio sul "Faro di Vigo". La polizia iniziò ad arrestare coloro che parteciparono alla colletta, così Baena fu costretto a fuggire in Portogallo, per poi passare a Madrid per continuare la lotta politica.
Nel luglio del 1975 venne arrestato a Madrid con l'accusa di aver assassinato un poliziotto. Sul presunto omicidio non ci fu nessun testimone dell'attentato imputato a Baena. Fu condannato a morte da un tribunale militare. Il 26 settembre 1975 il consiglio dei ministri conferma la sua condanna insieme ad altri quattro militanti dell'ETA e del FRAP. Venne giustiziato alle ore nove e mezza ad Hoyo de Manzanares.
| Controllo di autorità | VIAF (EN) 4869147373421141580007 · BNE (ES) XX5621517 (data) |